# Hendersonstormvogel
De hendersonstormvogel (Pterodroma atrata) is een vogel uit de familie van de stormvogels en pijlstormvogels (Procellariidae). Het is een bedreigde, endemische vogelsoort van de Pitcairneilanden in de Grote Oceaan.

## Kenmerken
De vogel is 36 cm lang. Het is een middelgrote donker grijsbruine stormvogel. De vogel is bijna egaal grijsbruin, van onder wat lichter dan van boven. De veren rondom de snavel hebben lichte randen, waardoor dat deel van de kop een gestippelde indruk maakt.

## Verspreiding en leefgebied
De vogel broedt op Henderson in de struikachtige laag in de humuslaag van subtropisch bos op de hoogvlakte (kalksteenplateau) van dit eiland. In het verleden broedden de vogel mogelijk op meer eilanden in deze archipel en ook op eilanden van Frans-Polynesië. Buiten de broedtijd verblijven de stormvogels boven open water in een groot zeegebied; de grenzen van deze verspreiding zijn slecht bekend, mogelijk tot 2500 km van Henderson.

## Status
De hendersonstormvogel heeft een beperkt broedgebied en daardoor is de kans op uitsterven aanwezig. De grootte van de populatie werd in 2017 door BirdLife International geschat op ruim 18 duizend broedparen. De broedpopulatie neemt af door predatie veroorzaakt door zwarte ratten. Een poging om deze ratten van het eiland te verwijderen is mislukt. Mogelijk vindt ook predatie plaats door op het land levende heremietkreeften uit het geslacht Coenobita. Om deze redenen staat deze soort als bedreigd op de Rode Lijst van de IUCN.